# Infiltrationstherapie
Bei der Infiltrationstherapie werden flüssige Medikamente in die Haut, tiefer liegende Gewebeschichten oder Gelenke injiziert, um primär lokale Wirkungen, teilweise aber auch davon abgeleitete Fernwirkungen, hervorzurufen. Ziel der Therapie ist meist die Unterbrechung sich selbsterhaltender, meist schmerzhafter Prozesse im Zusammenhang mit chronischen, oft degenerativ und/oder entzündlich bedingten Gewebsreizungen (Beispiel: Neuraltherapie). Einsatzgebiete sind u. a. Rückenschmerzen, akute oder chronische Gelenkbeschwerden unterschiedlicher Ursache oder hartnäckige, z. B. überlastungsbedingte Schmerzen im Bereich von Muskel- bzw. Sehnenansätzen.
Verwendung finden meist Mittel zur örtlichen Betäubung, sog. Lokalanästhetika, entzündungshemmend wirkende Kortisonabkömmlinge, die Glukokortikoide, oder auch Kombinationen beider Medikamente. 
Siehe auch: Regionalanästhesie